# 海上技術安全研究所
海上技術安全研究所（かいじょうぎじゅつあんぜんけんきゅうじょ、National Maritime Research Institute：NMRI）は、国土交通省所管の国立研究開発法人海上・港湾・航空技術研究所を構成する研究所である。海上交通の安全及び効率の向上のための技術や、海洋資源及び海洋空間の有効利用のための技術、海洋環境保全のための技術に関する研究等を行っている。略称は海技研。
交通安全環境研究所、電子航法研究所は同一の敷地内にあり、3研究所の正門は共通である。

## 拠点
- 本所：東京都三鷹市新川6-38-1

### 廃止拠点
- 北九州支所
船舶などに用いる金属材料の試験・研究を行っていた。
- 東海支所：茨城県那珂郡東海村白方字白根2-4（日本原子力研究所内）
原子力船に関わる研究を行っていた
- 大阪支所：大阪府交野市天野が原町3-5-10
2013年度に本所へ機能統合している。

## 研究組織
8研究系2センター5プロジェクトチーム2室から成る。
- 流体設計系
- 流体性能評価系
- 構造産業・システム系
- 環境・動力系
- 知識・データシステム系
- 海洋リスク評価系
- 海洋開発系
- 海洋先端技術系
- 海難事故解析センター
- 国際連携センター
- デジタルトランスフォーメーションプロジェクトチーム
- GHG削減プロジェクトチーム
- 洋上風力発電プロジェクトチーム
- 自動運航船プロジェクトチーム
- 次世代海洋無人機プロジェクトチーム
- DPシステム運用・安全情報室
- クラウド運用室

## 沿革
特記無きものは海上技術安全研究所年報による。
- 1916年（大正5年）7月10日 - 逓信省管船局船用品検査所として発足[4]。
- 1920年（大正9年）10月1日 - 大阪支所（大阪市西区湊屋町、現・安治川内港）を設置[5]。
- 1927年（昭和2年）
  - 8月1日 - 船舶試験所に改称。[6]
  - 11月21日 - 船舶試験室（東京府北豊島郡高田町、現・目白ガーデンヒルズ）を設置[7]。
- 1931年（昭和6年）2月22日 - 大阪支所本館を全焼[8]。
- 1934年（昭和9年）4月 - 八幡分室（八幡製鉄所内）を設置。
- 1936年（昭和11年）3月16日 - 船用品試験室（京橋区木挽町8丁目1、現・銀座郵便局）を移転し、月島試験室（東京市京橋区月島3号地2-2）と改称[9]。
- 1941年（昭和16年）12月19日 - 独立官制により逓信省船舶試験所となる[10]。本部を目白に移転。
- 1943年（昭和18年）11月1日 - 運輸通信省に移管[11]。
- 1945年（昭和20年）5月19日 - 運輸省に移管[12]。
- 1950年（昭和25年）4月1日 - 運輸省港湾局技術研究課および鉄道技術研究所の一部と統合して運輸省運輸技術研究所となる。八幡分室が八幡支所に昇格[13]。
- 1952年（昭和27年）2月16日 - 月島地区（東京都中央区月島西河岸通12丁目5）の火災で1棟を全焼[14]。
- 1958年（昭和33年）5月24日 - 東海支所（日本原子力研究所内）を設置[15]。
- 1962年（昭和37年）4月1日 - 港湾技術研究所を分離[16]。
- 1963年（昭和38年）4月1日 - 船舶技術研究所に改称し、八幡支所を北九州支所に改称[17]。
- 1966年（昭和41年）
  - 3月 - 月島地区（東京都中央区勝どき5丁目8）の三鷹移転完了。跡地は都営勝どき五丁目アパート、シーサイド勝どきなど。
  - 9月 - 本部を三鷹に移転。
- 1967年（昭和42年）7月10日 - 電子航法研究所を分離[18]。
- 1968年（昭和43年）4月 - 船型試験業務（目白地区）を財団法人日本造船技術センターに移管。
- 1970年（昭和45年）7月1日 - 北九州支所を廃止。交通安全公害研究所を分離[19]。
- 1971年（昭和46年）4月 - 大阪支所を現在地に移転。
- 2001年（平成13年）
  - 1月6日 - 国土交通省に移管[20]。
  - 4月 - 独立行政法人化により独立行政法人海上技術安全研究所が発足する。
- 2002年（平成14年）4月 - 東海支所を廃止。
- 2015年（平成27年）4月 - 国立研究開発法人海上技術安全研究所に改称。
- 2016年（平成28年）4月 - 港湾空港技術研究所および電子航法研究所（いずれも国立研究開発法人）と統合して国立研究開発法人海上・港湾・航空技術研究所の一部となる。